# Hoilungia hongkongensis
A Hoilungia hongkongensis a korongállatkák (Placozoa) törzsének Hoilungia nemébe tartozó faj. 2018-ban írták le és jelenleg a génuszába tartozó egyetlen leírt faj, azonban lehetségesek további fajok. Az állat egy másik korongállatkára, a Trichoplax adhaerensre hasonlít, de a mitokondriális DNS elemzése alapján megkülönböztethetők.
A Hoilungia hongkongensist hongkongi mangrovemocsarak brakkvizeiben fedezték fel. Ezen élőlények jellemzően trópusi és szubtrópusi környezetek biofilmjein élnek. Filogenetikailag legközelebb a csalánozókhoz állnak. Két csíralemezesek és feltehetően dorzális–ventrális tengelyük van a felső és alsó sejtrétegek mentén. Testük a csalánozók orális-aborális tengelyére hasonlít.

## Felfedezése
A Trichoplax adhaerenst a német Franz Eilhard Schulze fedezte fel 1883-ban. Azonosítása, vagyis hogy az állatokon belül mely rendszertani csoportba tartozik, nem volt ismert. Karl Gottlieb Grell fedezte fel ezen állatok diverzitását, és új törzset hozott létre Placozoa néven 1971-ben. Grell a nevet Otto Bütschli plakulahipotéziséből vezette le, mely a Metazoa eredetéről szól.
A molekuláris technikák létrejötte lehetővé tette a korongállatkák genetikai elemzését. A Hannoveri Állatökológiai és Sejtbiológiai Intézet Allen G. Collins és Bernd Schierwater vezette zoológuscsapata 2004-ben beszámolt arról, hogy a T. adhaerens név akatt ismert korongállatkák genetikailag egynél több fajhoz tartozhatnak. Schierwater Michael Eitellel és a Lajos–Miksa Egyetem kutatójával Gert Wörheidével együtt kimutatta, hogy a H13 példány más korongállatka volt, melyre létrehozták a Hoilungiát, és melyet a H. hongkongensis fajba soroltak 2018-ban.

### Etimológia
A génusznév a kantoni „hoi lung” (jelentése: tengeri sárkány) kifejezésből ered. A fajnév felfedezése helyére, Hongkongra utal.

## Biológia

### Szerkezet

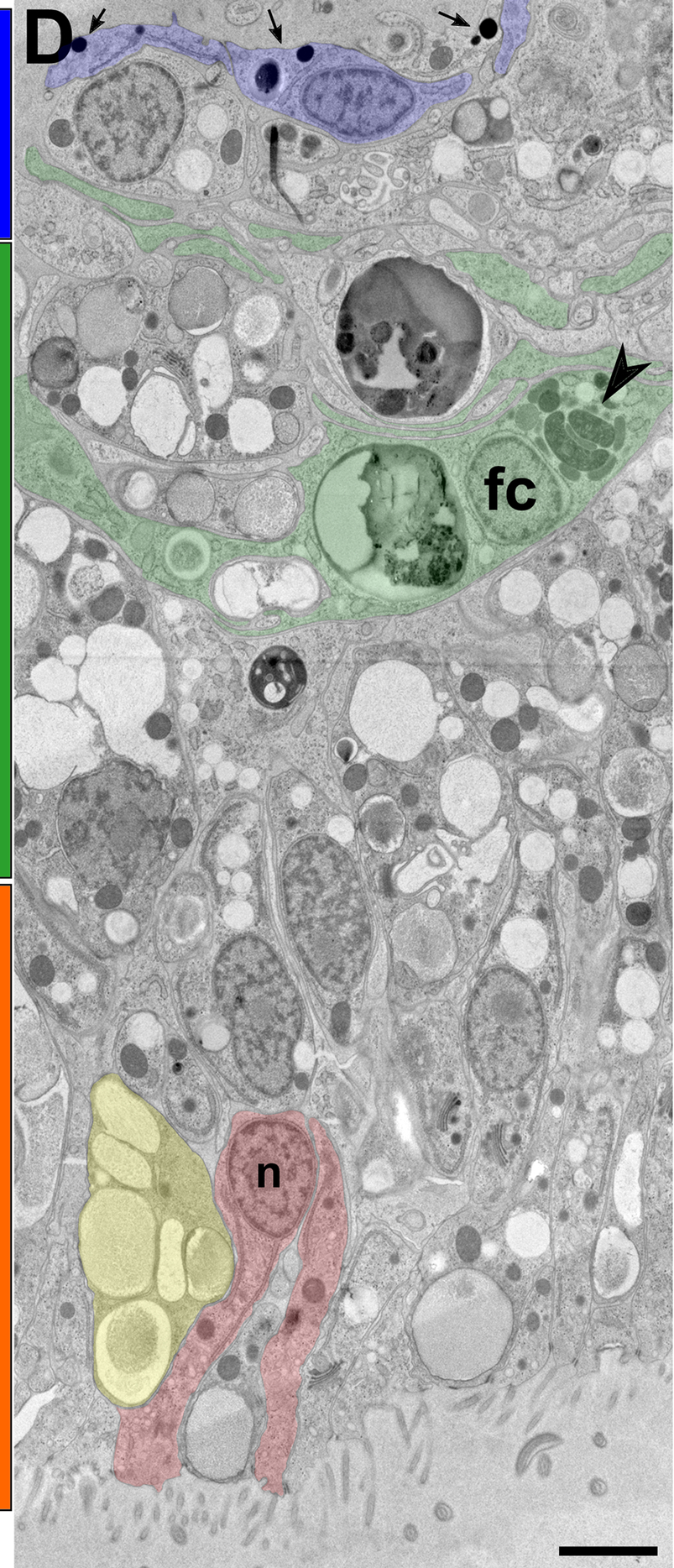
A Hoilungia hongkongensis szerkezete. A felső epitélium (kék sáv) egycsillós sejtekkel (világoskék) rendelkezik. A köztes réteg (zöld sáv) csillók nélküli szálsejtekből (fc, világoszöld) áll. Az alsó epitélium (narancssárga) egycsillós hengersejtekből (világospiros) áll. A méretarányt jelző vonal 2 µm-nek felel meg.

A Hoilungia hongkongensis alakja az amőbákhoz hasonlóan nem egyértelmű. Andrew Masterson megfogalmazásában „[más korongállatkákhoz hasonlóan] a lehető legközelebb van ahhoz, hogy csupán egy kis élő folt legyen”. Egy példány átmérője mintegy 0,55 mm. Nincsenek testtájai; Eitel megfogalmazásában „nincs szája, nincs háta, nincsenek idegsejrjei, semmi”.
Más korongállatkákhoz hasonlóan a Hoilungia hongkongensis csak három anatómiai részből áll, melyek teste szövetrétegeinek felelnek meg: ezek a felső, a köztes és az alsó epitélium. Legalább hat különböző sejttípusa van. A felső epitélium a legvékonyabb, és gyakorlatilag a felszín alatt függő lapos sejtekből áll, melyek mindegyike egycsillós. A perem közelében ritkán elosztva vannak kristálysejtek. Néhány sejtben különösen sok mitokondrium van. A köztes réteg a legvastagabb, melyet számos szálsejt épít fel, bennük mitokondriális komplexekkel, vakuólumokkal és az endoplazmatikus retikulumban endoszimbionta baktériumokkal. Az alsó epitélium számos egycsillós hengeres sejtből áll, továbbá néhány endokrinszerű mirigysejttel és lipofil sejtekkel. Ez utóbbiak számos közepes granulával rendelkeznek, melyek egyike szekréciós granula.
A Hoilungia hongkongensis és a Trichoplax adhaerens hasonlítanak a csalánozók orális-aborális tengelyére, melyek a hozzájuk legközelebbi törzs tagjai. Szerkezetileg nem különböztethetők meg más korongállatkáktól, így az azonosítás kizárólag genetikai (mtDNS-) eltéréseken alapul. A genomszekvenálás alapján a Hoilungia-fajok 164 egyedi és 9 egyedileg hiányzó génnel rendelkeznek más korongállatkákhoz képest.

### Táplálkozás
A Hoilungia-fajok algákkal, baktériumokkal, élesztőkkel és más biofilmtermékekkel táplálkoznak. A különböző peptiderg mirigysejtekkel rendelkező alsó szövetréteg révén táplálkoznak.

### Szaporodás
A Hoilungia-fajok ivartalanul kettéhasadással és csírázással szaporodnak. Lehetséges továbbá, hogy ivarosan is szaporodnak.

## Evolúciós történet
A Hoilungiát és a Trichoplaxot tekintik a legkorábban kivált állatcsoportoknak, viszonylag egyszerű morfológiával, ahol azonban a NO–cGMP-mediált szignál összetettebb a gerincesekénél. Erre utaló jelet találtak a DNS-ükben ultraszenzitív kapilláris elektroforézis-assay-ket használó kísérletekben. A H. hongkongensis és más korongállatkák genomjai is alátámasztják a korongállatkák bazális helyzetét az állatokon belül.